# Внешняя политика Ливана
Внешняя политика Ливана — общий курс Ливана в международных делах. Внешняя политика регулирует отношения Ливана с другими государствами. Реализацией этой политики занимается Министерство иностранных дел Ливана.

## История
В 1943 году Ливан стал независимым государством от Франции. В первые три десятилетия независимости для Ливана было характерным наличие дружеских отношений со многими странами. В начале 1970-х годов в Бейруте располагались около 80 дипломатических представительств. Министерство иностранных дел Ливана было одним из крупнейших и наиболее важных министерств в стране.
После раздела Палестины Ливан принял участие в арабо-израильской войне на стороне арабской коалиции. Мирный договор с Израилем не подписан до сих пор.
До 1975 года Ливан налаживал внешние отношения в соответствии с положениями Национального пакта. Ливан умело балансировал между интересами христианской общины страны (которая желала союзнических отношений со странами Запада) и пожеланиями местных мусульман, которые стремились к дружбе с другими арабскими государствами. В то же время Ливан стал заложником продолжающегося Арабо-израильского конфликта, в страну прибыло большое количество беженцев из Палестины.
В 1975 году в Ливане началась Гражданская война, которая была спровоцирована в том числе и внешними[какими?] силами. Активная деятельность палестинских боевиков на юге страны привела к резкому ухудшению отношений с соседним Израилем. В конце 1970-х и на протяжении 1980-х годов центральное правительство Ливана ослабло под влиянием продолжающейся гражданской войны и во внутреннюю политику страны стали активно вмешиваться другие страны и группировки, в том числе: Сирия, Израиль, Иран и Организация освобождения Палестины.
На ранних этапах Гражданской войны в Ливане в качестве посредника выступала Сирия, организовав подписание нескольких соглашений о прекращении огня. В феврале 1976 года Сирия помогла сформировать пакет политических реформ, который бы предоставил мусульманам больше власти в Ливане, но инициатива не удалась. Дипломатические инициативы не удались и Сирия осуществила вторжение в Ливан. В мае 1976 года Сирия сыграла важную роль в избрании президентом Ильяса Саркиса. К январю 1977 года около 27 000 сирийских военнослужащих находились в Ливане. В 1980-е годы Сирия была доминирующим внешним игроком в Ливане и контролировала большую часть страны. В 1982 году началась военная операция Израиля на территории Ливана с целью уничтожения баз Организации освобождения Палестины (ООП). В ходе войны была взята столица Ливана Бейрут, а формирования ООП были вынуждены покинуть страну и перебраться в Тунис. После окончания операции израильские войска создали в Южном Ливане «зону безопасности», которую контролировали совместно с Армией Южного Ливана вплоть до 2000 года. 30 апреля 2005 года сирийские войска покинули Ливан, положив конец тридцатилетней оккупации этой страны.